# Dietrich von Viermund

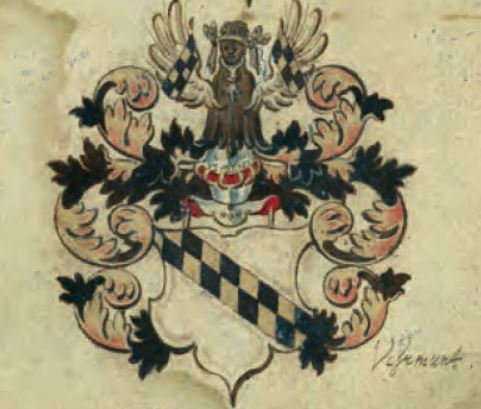
Familienwappen des Dietrich von Viermund

Dietrich von Viermund zu Oeding (auch Viermundt zu Odinck * vor 1546; † 1614) war Herr von Oeding und Mallem aus dem Adelsgeschlecht Viermund.

## Leben
Er war der Sohn und Erbe des Ambrosius von Viermund zu Oeding und Mallem aus dessen erster Ehe mit Frederune von Morrien. Nachdem sein Vater 1580 gestorben war, wurde Dietrich am 16. März 1581 als Vasall des Fürstbischofs von Münster mit den väterlichen Herrschaften Oeding und Mallem belehnt.
Er neigte zum Protestantismus und führte spätestens in den 1590er Jahren in seinen Ländereien den Reformierten Glauben ein.
Beim Tod des Vaters seiner Stiefmutter Margareta von Elverveldt (* 1516; † 1593), 1579, nahm er im Namen der Stiefmutter dessen Ländereien bei Lüdenscheid und im Amt Bochum in der Grafschaft Mark in Besitz, wogegen sein Stiefonkel Konrad von Elverfeldt zu Herbede gerichtlich prozessierte. Der Fall gelangte durch mehrere Instanzen bis vor das Reichskammergericht in Speyer und ging 1586 zugunsten Konrads aus.
1581 protestierte er zusammen mit seinem Cousin dritten Grades, Ambrosius von Viermund zu Neersen, gegen ein Urteil des Reichskammergerichtes, dass seiner Nichte zweiten Grades, Anna von Viermund, mit Burg und Herrschaft Nordenbeck, den alten Stammsitz der Familie Viermund zusprach.

## Ehen und Nachkommen
Er heiratete Cecilia/Celie, der Magd einer seiner Schwestern.
Das Ehepaar hatte vier Töchter:
- Friederike von Viermund (* 1575; † 1614), ⚭ 1601 Ludolf Konrad von Keppel (* 1570; † 1654), Herr von Westerholt und Mingfeld, 1617 auch Herr von Oeding und Mallem
- Anna von Viermund, ⚭ 1603 Johann von Ripperda zu Weldam.
- Helene von Viermund, ⚭ Levin von Plettenberg zu Lenhausen.
- Elisabeth von Viermund, unvermählt.

Am 8. August 1623 wurde ein Urteil gefällt, dass die münsterschen Lehen bei fehlender männlicher Nachkommenschaft auf die Töchter und nicht auf die Agnaten vererbt werden.